# Basilea (bacteria)
Basilea es un género de bacterias gramnegativas de la familia Alcaligenaceae. Actualmente contiene una sola especie: Basilea psittacipulmonis. Fue descrito en el año 2014. Su etimología hace referencia a la ciudad de Basilea, Suiza. El nombre de la especie hace referencia a los pulmones de un periquito (Melopsittacus undulatus). Es aerobia e inmóvil.  Temperatura de crecimiento óptima entre 30-42 °C. Crece en agar sangre tras 2 días de incubación. No crece en LB. Tiene un genoma de 2,2 Mpb y un contenido de G+C de 40%. Se ha aislado de los pulmones de un periquito en Suiza. 